# Kjeld Høegh
Kjeld Høegh (født 5. december 1946) er en dansk skuespiller.
Høegh er uddannet ved skuespillerskolen på Odense Teater i 1975. Han har blandt andet medvirket i filmene Dagens Donna og Polle Fiction, samt i et afsnit af Rejseholdet fra 2001. Han har også instrueret stykker til Jels Vikingespil i 1987 og 1988.